# Teorema di Tichonov
In matematica, e più precisamente in topologia, il teorema di Tichonov, o teorema di Tychonoff, afferma che il prodotto di una qualsiasi famiglia di spazi topologici compatti è compatto. Il teorema prende il nome da Andrej Nikolaevič Tichonov, che per primo lo dimostrò nel 1930 per le potenze dell'intervallo chiuso unitario e ne enunciò la versione completa facendo notare che la dimostrazione era analoga al caso particolare. La più vecchia dimostrazione pubblicata di cui si abbia notizia è contenuta in uno scritto del 1937 di Eduard Čech.
Molti testi considerano il teorema di Tychonoff come uno dei risultati più importanti della topologia generale.

## Definizioni
Chiaramente il teorema dipende in modo cruciale dalla definizione precisa di compattezza e di topologia prodotto (lo scritto di Tychonoff del 1935 definisce la topologia prodotto per la prima volta). Peraltro, parte della sua estrema importanza consiste proprio nell'assicurare che queste particolari definizioni siano quelle effettivamente corrette (ovvero le più utili).  
Infatti, la definizione di compattezza di Heine-Borel - che ogni ricoprimento aperto di uno spazio ammette un sottoricoprimento finito - è relativamente recente. Più popolari erano nel diciannovesimo secolo e nei primi anni del ventesimo il criterio di Bolzano-Weierstrass che ogni successione ammette una sottosuccessione convergente, ora chiamata compattezza per successioni. Queste condizioni sono equivalenti per spazi metrici, ma nessuna delle due implica l'altra nella classe di tutti gli spazi topologici.
È quasi banale dimostrare che il prodotto di due spazi compatti per successioni è compatto per successioni -- si estrae una sottosuccessione per la prima componente e poi una sottosottosuccessione per la seconda. Un argomento per "diagonalizzazione" leggermente più elaborato stabilisce la compattezza per successioni di un prodotto numerabile di spazi compatti per successioni. Tuttavia il prodotto di un numero non numerabile di copie dell'intervallo chiuso unitario non è compatto per successioni.  
Questo è un fallimento critico: se {\displaystyle X} è uno spazio completamente regolare di Hausdorff, esiste un'immersione naturale di {\displaystyle X} in {\displaystyle [0,1]^{C(X,[0,1])}}, dove {\displaystyle C(X,[0,1])} è l'insieme delle applicazioni continue da {\displaystyle X} a {\displaystyle [0,1]}.  Dalla compattezza di {\displaystyle [0,1]^{C(X,[0,1])}} discende quindi che ogni spazio completamente regolare di Hausdorff si può immergere in uno spazio di Hausdorff compatto (ovvero, può essere "compattificato"). In effetti questa costruzione non è altro che la compattificazione di Stone-Čech. 
Viceversa, tutti i sottospazi di uno spazio di Hausdorff compatto sono completamente regolari di Hausdorff, il che consente di caratterizzare gli spazi completamente regolari di Hausdorff come quelli che possono essere compattificati. Tali spazi sono ora chiamati spazi di Tychonoff.

## Applicazioni
Il teorema di Tychonoff è anche utilizzato nella dimostrazione del teorema di Banach-Alaoglu e in quella del teorema di Ascoli.  Più in generale, ogni sorta di costruzione che parta da un oggetto abbastanza generale (spesso di natura algebrica o algebrico-topologica) e pervenga come risultato ad uno spazio compatto probabilmente usa il teorema di Tychonoff: ad esempio la rappresentazione di Gelfand degli ideali massimali su una {\displaystyle C^{*}} algebra commutativa, lo spazio di Stone degli ideali massimali di un'algebra di Boole, lo spettro di Berkovich di un anello commutativo di Banach.

## Dimostrazioni del teorema di Tychonoff
1) La dimostrazione di Tychonoff del 1930 si basava sul concetto di punto di accumulazione completo.
2) Il teorema è un corollario pressoché immediato del teorema della sottobase di Alexander.
Dimostrazioni più moderne vengono motivate dalle seguenti considerazioni: l'approccio alla compattezza attraverso la convergenza di sottosuccessioni porta a una dimostrazione semplice e chiara nel caso di un insieme numerabile di indici. Tuttavia, l'approccio alla convergenza in uno spazio topologico utilizzando le successioni è sufficiente quando lo spazio soddisfa il primo assioma di numerabilità (come fanno effettivamente gli spazi metrici), ma generalmente questo non succede negli altri casi. Tuttavia, il prodotto di un numero numerabile di spazi metrici, 
ognuno con almeno 2 punti, non è numerabile. Quindi è naturale sperare che una nozione opportuna di convergenza in spazi arbitrari porti a un criterio di compattezza che generalizza la compattezza per successioni in spazi metrici che venga facilmente applicata per dedurre la compattezza dei prodotti. Si è visto che questo è proprio quello che succede.
3) La teoria della convergenza attraverso i filtri, dovuta a Henri Cartan e sviluppata da Bourbaki nel 1937, porta al criterio seguente: uno spazio è compatto se e solo se ogni ultrafiltro sullo spazio converge.  Con quest'ultimo, la dimostrazione diventa facile: (il filtro generato dal)l'immagine di un ultrafiltro sullo spazio prodotto sotto una qualsiasi mappa di proiezione è un ultrafiltro sullo spazio fattore, e quindi converge ad almeno un {\displaystyle x_{i}}. Di qui poi si dimostra che l'ultrafiltro di partenza converge a {\displaystyle (x_{i})}.
Munkres, nel suo noto libro di testo, fornisce tuttavia una rielaborazione della prova di Cartan-Bourbaki che non fa alcun uso esplicito di nozioni di teoria dei filtri, o di analoghi preliminari.
4) Analogamente, la teoria di Moore-Smith della convergenza per reti, ulteriormente arricchita dalla nozione di rete universale di Kelley, permette di ottenere il criterio secondo cui uno spazio è compatto se e solo se ogni rete universale sullo spazio medesimo converge. 
L'uso di questo criterio, a sua volta, permette di ottenere una dimostrazione (Kelley, 1950) del teorema di Tychonoff che è identica, quasi parola per parola, a quella di Cartan-Bourbaki basata sull'uso dei filtri, salvo per la locuzione "rete universale" in sostituzione di "base di ultrafiltri".
5) Una dimostrazione utilizzante le reti (ma non le reti universali) venne infine data da Paul Chernoff nel 1992.

## Il teorema di Tychonoff e l'assioma della scelta
Tutte le dimostrazioni sopra elencate usano in qualche modo l'assioma della scelta (AS).  Per esempio, la seconda dimostrazione usa il fatto che ogni filtro è contenuto in un ultrafiltro (ovvero un filtro massimale), e questo si ottiene dal lemma di Zorn. Il lemma di Zorn viene anche utilizzato per dimostrare il teorema di Kelley, cioè che ogni reticolo ammette un sottoreticolo universale. Effettivamente questi usi dell'AS sono essenziali: nel 1950 Kelley dimostrò che il teorema di Tychonoff implica l'AS. Si noti che una delle formulazioni dell'assioma della scelta è che il prodotto cartesiano di una famiglia di insiemi non vuoti è non vuoto; ma visto che l'insieme vuoto è certamente compatto, la dimostrazione non può procedere lungo una via così diretta. Dunque il teorema di Tychonoff si unisce ad altri teoremi basilari (ad esempio, ogni spazio vettoriale ammette una base) nell'essere equivalente all'AS.
D'altra parte, l'affermazione che ogni filtro è contenuto in un ultrafiltro non implica necessariamente l'AS. In effetti, non è difficile provare che essa è equivalente al teorema degli ideali primi Booleani (TIPB), una tappa intermedia ben nota fra la teoria degli insiemi basata sugli assiomi di Zermelo-Fraenkel (ZF) e la teoria ZF aumentata dell'assioma della scelta (ZFC). A prima vista, la seconda dimostrazione di Tychonoff può suggerire che non sia necessario usare altro che il TIPB, il che parrebbe contraddire quanto scritto sopra. Tuttavia, gli spazi in cui ogni filtro convergente possiede un limite unico sono esattamente gli spazi di Hausdorff. In generale, infatti, per ogni elemento dell'insieme degli indici si deve scegliere un elemento dell'insieme non-vuoto dei limiti della base di ultrafiltri proiettata, e ciò naturalmente richiede l'AS. D'altronde, ciò prova anche che la compattezza del prodotto di spazi di Hausdorff compatti può essere dimostrata mediante il TIPB, e in effetti anche l'inverso è vero.
Lo studio della forza del teorema di Tychonoff par varie classi ristrette di spazi è attualmente un'area attiva di ricerca in topologia insiemistica.
L'analogo del teorema di Tychonoff in topologia senza punti non richiede l'uso di alcuna forma dell'AS.